# جان-باتيست دوما
جان-باتيست أندريه دوما (بالفرنسية: Jean-Baptiste Dumas)‏ (14 يوليو 1800 ـ 10 أبريل 1884) هو كيميائي فرنسي، عُرف بأبحاثه في الكيمياء العضوية التحليلية وتخليق المواد الكيميائية العضوية، إلى جانب تحديد الأوزان الذرية والأوزان الجزيئية عن طريق قياس كثافة البخار. ابتكر أيضًا طريقة لتحليل النيتروجين في مركباته. كان اسمه واحدًا من 72 اسمًا نُقشت على برج إيفل عند إنشائه.
في سنة 1832 صار دوما عضوًا بالأكاديمية الفرنسية للعلوم، ثم شغل منصب سكرتير الأكاديمية الدائم للعلوم الطبيعية من سنة 1868 حتى وفاته. وفي سنة 1838 انتخب عضوًا أجنبيًا بالأكاديمية الملكية السويدية للعلوم.

## سيرته الشخصية
ولد دوما في بلدية أليس في إقليم غارد الفرنسي، وتدرب على العمل في مجال الصيدلة داخل صيدلية تقع في مسقط رأسه. في عام 1816، انتقل دوما إلى جنيف، حيث حضر محاضرات الفيزيائي وعالم الفلك السويسري، كارك أوغست بيكتي، ومحاضرات الكيمياء التي ألقاها شارلز غاسبرد دولا ريف، إضافة إلى محاضرات علم النبات التي ألقاها أوغستان بيرام دو كندول. قبل بلوغه سن الرشد، عمل دوما مع الفيزيائي بيير بريفوست على تجارب جديدة كليًا في مواضيع الكيمياء الفيزيولوجية وعلم الأجنة. في عام 1822، انتقل دوما إلى باريس، متبعًا نصيحة ألكسندر فون هومبولت، وأصبح أستاذًا في الكيمياء التي درّسها، في بادئ الأمر، في المعاهد الثانوية، ومن ثم في المدارس متعددة التقنيات. في عام 1829، أصبح دوما أحد مؤسسي المدرسة المركزية للفنون والصناعات (التي أطلق عليها فيما بعد اسم «مدرسة باريس المركزية»)
في عام 1832، أصبح دوما عضوًا في الأكاديمية الفرنسية للعلوم، وعمل ابتداءً من عام 1868 حتى وفاته في عام 1884، أمينًا دائمًا لقسم العلوم الفيزيائية في الأكاديمية. في عام 1838، انتُخب دوما كعضوٍ أجنبي في الأكاديمية السويدية الملكية للعلوم. وفي العام نفسه، أصبح دوما مندوبًا للمعهد الملكي الهولندي، وانضم لمجلس مدرسي الأكاديمية الهولندية الملكية للفنون والعلوم عام 1851 بصفته عضو أجنبي. شغل دوما منصب رئيس جمعية حوافز الصناعة الوطنية بين عامي 1845 و 1864.
بعد عام 1848، في عهد نابليون الثالث، تخلى دوما عن العديد من المناصب العلمية مقابل حصوله على مناصب وزارية. وأصبح عضوًا في الجمعية التشريعية الوطنية. شغل دوما منصب وزير الزراعة والصناعة لبضعة أشهر بين عامي 1850 و 1851، وأصبح بعدها عضوًا في مجلس الشيوخ، ورئيس المجلس البلدي لباريس، وحاكمًا لدار صك العملة الفرنسية. انتهت الحياة المهنية الرسمية لدوما بشكل مفاجئ مع سقوط الإمبراطورية الفرنسية الثانية.  
كان دوما كاثوليكيًا متدينًا، وغالبًا ما كان يدافع عن وجهات النظر المسيحية ضد النقاد. 
توفي دوما في مدينة كان الفرنسية عام 1884، ودُفن في قبر كبير بالقرب من الجدار الخلفي لمقبرة مونبارناس في العاصمة الفرنسية، باريس. أُدرج اسم جان باتيست دوما في قائمة الأسماء المنقوشة على برج إيفل.

## عمله في المجال العلمي
كان دوما من أوائل المنتقدين للنظريات الكهروكيميائية التي وضعها جون جاكوب برزيليوس، والتي كانت –خلال فترة بداية حياة دوما المهنية- مقبولة على نطاق واسع بصفتها نظرية صحيحة تصف تكوين الأجسام المركبة، وعارض نظرية موحّدة لمفهوم مزدوج وضعها جون جاكوب برزيليوس أيضًا. في ورقة بحثية عن النظرية الذرية نُشرت عام 1826، توقع دوما –إلى حد كبير- مجموعة من الأفكار التي تنتمي إلى حقبة زمنية لاحقة، وقاده استمراره في هذه الدراسات إلى أفكار أخرى حول التبادل (الكناية بالسبب)، التي طُورت في عام 1839 لتصبح (نظرية الأنماط القديمة) في الكيمياء العضوية، والتي تقترح وجود أنواع معينة لا تتغير حتى مع استبدال الهيدروجين بكمية مكافئة من مركبات هاليد. طُوّر تصنيف المركبات العضوية في سلسلة متجانسة نتيجة لأبحاث دوما في الأحماض الناتجة عن تفاعلات أكسدة – اختزال الكحول.
بيّن دوما أيضًا دور الكلى المتمثل بإزالة مركب اليوريا من الدم.

### كثافة البخار والكتل الذرية
أتقن دوما طريقة قياس كثافة البخار التي كانت مهمة في تحديد الأوزان الذرية، وذلك من خلال وضع كمية معلومة من المادة المدروسة في مصباح زجاجي معلوم الوزن، ومن ثم غلقها وتسخينها في الماء حتى تتبخر المادة. يُسجل الضغط باستخدام جهاز بارومتر، ويترك بعدها المصباح الزجاجي ليبرد لتحديد كتلة البخار. يُستخدم بعدها قانون الغاز المثالي لتحديد عدد مولات الغاز داخل الزجاجة.   

## عمله بالسياسة
بعد سنة 1848، شغل دوما العديد من المناصب السياسية في عهد نابليون الثالث، فصار عضوًا بالمجلس التشريعي الوطني، وتولى وزارة الزراعة والتجارة لأشهر قليلة عامي 1850 و1851، ثم صار عضوًا بمجلس الشيوخ، ورئيسًا للمجلس البلدي لمدينة باريس، ورئيسًا لدار سك العملة الفرنسية، غير أن عمله بالسياسة انتهى مع سقوط الإمبراطورية الثانية.

## وفاته
توفي دوما في مدينة كان سنة 1884، ودُفن في مقبرة مونبارناس بباريس، في قبر كبير بجوار السور الخلفي.

## روابط خارجية
- جان-باتيست دوما على موقع الموسوعة البريطانية (الإنجليزية)
- جان-باتيست دوما على موقع إن إن دي بي (الإنجليزية)